# Oreste Lardone
Oreste Lardone (Torino, 1894 – Torino, 13 settembre 1961) è stato un progettista italiano tra i pionieri italiani della tecnica automobilistica, nel periodo fra le due guerre.

## Biografia
Nato da famiglia di modeste condizioni economiche, frequentò il biennio della Scuola di Meccanica a Torino e fu assunto alla FIAT nel 1909, a soli 15 anni. Fu assegnato come commesso factotum al neonato Ufficio Progettazioni della casa torinese ed ebbe modo di mostrare le su doti di disegnatore e ingegnoso solutore, ottenendo rapidamente incarichi sempre più importanti, fino a divenire il fidato braccio destro del progettista dirigente Giulio Cesare Cappa. 
Nel 1924 declinò l'offerta di assumere ad interim il compito di responsabile dell'ufficio progettazione FIAT per seguire il suo "magister artium" Cappa all'Itala, appena acquisita dallo Stato per avviare un'importante produzione di mezzi militari e macchinari industriali. Nel successivo quinquennio Lardone affiancò Cappa nell'ideazione e realizzazione di autocarri e altri macchinari, senza dimenticare lo sviluppo della gamma automobilistica Itala. In quest'ultimo settore Lardone progettò, nel 1928, un'innovativa automobile utilitaria a trazione anteriore che anticipava di quasi un decennio i prototipi TPV della Citroën.
La rotture delle trattative di fornitura militare con il Governo polacco e poi la Grande depressione del 1929 fecero fallire il piano industriale dell'Itala, che venne posta in amministrazione controllata nel 1931.
Dietro suggerimento di Antonio Fessia, che aveva ammirato il prototipo di utilitaria dell'Itala esposto al Salone di Parigi, l'ing. Rambaldo Bruschi propone a Lardone di ritornare alla FIAT per sviluppare la sua idea, in vista della realizzazione di una piccola vettura economica, la cui produzione era pressantemente sollecitata alla FIAT dal Regime fascista.

Forte dell'esperienza acquisita, in breve tempo Lardone approntò un prototipo di utilitaria a 4 posti con trazione anteriore e motore bicilindrico raffreddato ad aria. Un banale incidente occorso durante la prima fase di collaudo portò alla bocciatura della proposta e all'esclusione del progettista dallo staff tecnico.
Per alcuni anni Lardone si dedicò allo sviluppo di motori motociclistici in varie case piemontesi e, al termine della Seconda guerra mondiale, l'ing. Dante Giacosa decise di proporgli nuovamente il rientro all'ufficio tecnico FIAT, per occuparsi degli adattamenti necessari all'installazione su natanti di motori concepiti per impiego terrestre. 
Era dirigente presso la Direzione Tecnica Superiore della FIAT quando fu colpito da infarto, nella tarda estate del 1961, morendone dopo una breve degenza nella clinica torinese Fornaca. Nei suoi ultimi anni aveva patito la perdita dei due figli Remo e Mario e della moglie Cesarina. L'ultima parte del suo impegno progettuale consistette nelle fasi preliminari del "Progetto 109", destinato a stravolgere la produzione FIAT con l'introduzione di quella trazione anteriore che Lardone aveva proposta già nel 1932 e che non fece in tempo a vedere realizzata.